# Strade statali in Polonia

La rete delle strade statali

Le strade statali in Polonia hanno un'estensione di 18.801 km al 31 dicembre 2011.

## Rete delle strade statali
| Numero | Percorso |
| ------ | --- |
| 1      | Danzica - Grudziądz - Toruń - Łódź - Piotrków Trybunalski - Częstochowa - Wojkowice Kościelne - Dąbrowa Górnicza - Tychy - Bielsko-Biała - Cieszyn-Boguszowice - confine - Piekary Śląskie - Gliwice - Świerklany - Pyrzowice - Podwarpie                                                                                          |
| 2      | confine - Świecko - Rzepin - Poznań - Konin - Varsavia - Siedlce - Terespol - confine |
| 3      | Świnoujście - Stettino - Gorzów Wielkopolski - Zielona Góra - Lubin - Legnica - Bolków - Jelenia Góra - Jakuszyce - confine |
| 4      | confine - Jędrzychowice - Krzyżowa - Breslavia - Prądy - Nogowczyce - Gliwice - Katowice - Chrzanów - Cracovia - Tarnów - Rzeszów - Jarosław - Radymno - Korczowa - confine |
| 5      | Świecie - Bydgoszcz - Gniezno - Poznań - Leszno - Breslavia - Kostomłoty - Dobromierz - Bolków - Kamienna Góra - Lubawka - confine |
| 6      | confine - Kołbaskowo - Stettino - Goleniów - Płoty - Koszalin - Słupsk - Lębork - Reda - Gdynia - Danzica - Straszyn - Łęgowo |
| 7      | Żukowo - Danzica - Elbląg - Ostróda - Olsztynek - Płońsk - Varsavia - Janki - Grójec - Radom - Kielce - Cracovia - Rabka-Zdrój - Chyżne - confine |
| 8      | confine - Kudowa-Zdrój - Kłodzko - Ząbkowice Śląskie - Breslavia - Oleśnica - Syców - Kępno - Walichnowy - Wieluń - Bełchatów - Piotrków Trybunalski - Rawa Mazowiecka - Varsavia - Radzymin - Wyszków - Ostrów Mazowiecka - Zambrów - Białystok - Korycin - Augustów - Suwałki - Budzisko - confine                               |
| 9      | Radom - Iłża - Ostrowiec Świętokrzyski - Opatów - Lipnik - Klimontów - Łoniów - Nagnajów - Kolbuszowa - Głogów Małopolski - Rzeszów - Babica - Lutcza - Domaradz - Miejsce Piastowe - Dukla - Barwinek - confine |
| 10     | confine - Lubieszyn - Stettino - Stargard Szczeciński - Wałcz - Piła - Pawłówek - Białe Błota - Wypaleniska - Przyłubie - Toruń - Lipno - Sierpc - Drobin - Płońsk |
| 11     | Kołobrzeg - Koszalin - Bobolice - Szczecinek - Podgaje - Piła - Ujście - Chodzież - Oborniki - Poznań - Kórnik - Jarocin - Pleszew - Ostrów Wielkopolski - Ostrzeszów - Kępno - Kluczbork - Lubliniec - Tworóg - Bytom |
| 12     | confine - Łęknica - Żary - Żagań - Szprotawa - Przemków - Radwanice - Drożów - Głogów - Szlichtyngowa - Wschowa - Leszno - Gostyń - Jarocin - Pleszew - Kalisz - Błaszki - Sieradz - Łask - Piotrków Trybunalski - Sulejów - Opoczno - Przysucha - Radom - Zwoleń - Puławy - Kurów - Lublino - Piaski - Chełm - Dorohusk - confine |
| 13     | Stettino - Przecław - Rosówek - confine |
| 14     | Łowicz - Stryków - Łódź - Pabianice - Zduńska Wola - Sieradz - Złoczew - Walichnowy |
| 15     | Trzebnica - Milicz - Krotoszyn - Jarocin - Miąskowo - Miłosław - Września - Gniezno - Trzemeszno - Wylatowo - Strzelno - Inowrocław - Toruń - Brodnica - Lubawa - Ostróda |
| 16     | Dolna Grupa - Grudziądz - Iława - Ostróda - Olsztyn - Mrągowo - Ełk - Augustów - Pomorze - Poćkuny - Ogrodniki - confine |
| 17     | Zakręt - Garwolin - Ryki - Kurów - Lublino - Piaski - Krasnystaw - Zamość - Tomaszów Lubelski - Hrebenne - confine |
| 18     | confine - Olszyna - Golnice - Krzyżowa |
| 19     | confine - Kuźnica - Białystok - Siemiatycze - Międzyrzec Podlaski - Kock - Lubartów - Lublino - Kraśnik - Janów Lubelski - Nisko - Sokołów Małopolski - Rzeszów |
| 20     | Stargard Szczeciński - Chociwel - Węgorzyno - Drawsko Pomorskie - Czaplinek - Szczecinek - Biały Bór - Miastko - Bytów - Kościerzyna - Żukowo - Gdynia |
| 21     | Miastko - Suchorze - Słupsk - Ustka |
| 22     | confine - Kostrzyn nad Odrą - Wałdowice - Gorzów Wielkopolski - Wałcz - Człuchów - Chojnice - Starogard Gdański - Czarlin - Malbork - Stare Pole - Elbląg - Chruściel - Grzechotki - confine |
| 23     | Myślibórz - Sarbinowo |
| 24     | Pniewy - Gorzyń - Skwierzyna - Wałdowice |
| 25     | Bobolice - Biały Bór - Człuchów - Sępólno Krajeńskie - Koronowo - Bydgoszcz - Inowrocław - Strzelno - Ślesin - Konin - Kalisz - Ostrów Wielkopolski - Antonin - Oleśnica |
| 26     | confine - Krajnik Dolny - Chojna - Rów - Myślibórz - |
| 27     | confine - Przewóz - Żary - Zielona Góra |
| 28     | Zator - Wadowice - Rabka-Zdrój - Limanowa - Nowy Sącz - Gorlice - Jasło - Krosno - Sanok - Kuźmina - Bircza - Przemyśl - Medyka - confine |
| 29     | confine - Słubice - Krosno Odrzańskie |
| 30     | Lubań - Gryfów Śląski - Pasiecznik - Jelenia Góra |
| 31     | Stettino - Gryfino - Chojna - Sarbinowo - Kostrzyn nad Odrą - Słubice |
| 32     | confine - Gubinek - Połupin - Zielona Góra - Sulechów - Wolsztyn - Stęszew |
| 33     | Kłodzko - Międzylesie - Boboszów - confine |
| 34     | Świebodzice - Dobromierz |
| 35     | confine - Golińsk - Mieroszów - Wałbrzych - Świebodzice - Świdnica |
| 36     | Prochowice - Lubin - Ścinawa - Wińsko - Załęcze - Rawicz - Krotoszyn - Ostrów Wielkopolski |
| 37     | Darłowo - Karwice |
| 38     | confine - Pietrowice - Głubczyce - Kędzierzyn-Koźle |
| 39     | Łagiewniki - Strzelin - Biedrzychów - Owczary - Brzeg - Namysłów - Kępno |
| 40     | confine - Głuchołazy - Prudnik - Kędzierzyn-Koźle - Ujazd - Pyskowice |
| 41     | Nysa - Prudnik - Trzebina - confine |
| 42     | Namysłów - Kluczbork - Praszka - Rudniki - Działoszyn - Pajęczno - Nowa Brzeźnica - Radomsko - Przedbórz - Ruda Maleniecka - Końskie - Skarżysko-Kamienna - Rudnik |
| 43     | Wieluń - Rudniki - Kłobuck - Częstochowa |
| 44     | Gliwice - Mikołów - Tychy - Oświęcim - Zator - Skawina - Cracovia |
| 45     | Zabełków - Krzyżanowice - Racibórz - Krapkowice - Opole - Bierdzany - Kluczbork - Praszka - Wieluń - Złoczew |
| 46     | Kłodzko - Nysa - Pakosławice - Jaczowice - Niemodlin - Karczów - Opole - Ozimek - Lubliniec - Blachownia - Częstochowa - Janów - Szczekociny |
| 47     | Rabka-Zdrój - Nowy Targ - Zakopane |
| 48     | Tomaszów Mazowiecki - Inowłódz - Klwów - Potworów - Białobrzegi - Głowaczów - Kozienice - Nowe Słowiki - Sieciechów - Opactwo - Dęblin - Moszczanka - Kock |
| 49     | Nowy Targ - Czarna Góra - Jurgów - confine |
| 50     | Ciechanów - Płońsk - Wyszogród - Ruszki - Sochaczew - Mszczonów - Grójec - Góra Kalwaria - Kołbiel - Mińsk Mazowiecki - Łochów - Ostrów Mazowiecka |
| 51     | confine - Bezledy - Bartoszyce - Lidzbark Warmiński - Dobre Miasto - Olsztyn - Olsztynek |
| 52     | Bielsko-Biała - Kęty - Wadowice - Głogoczów |
| 53     | Olsztyn - Szczytno - Rozogi - Myszyniec - Ostrołęka |
| 54     | Chruściel - Braniewo - Gronowo - confine |
| 55     | Nowy Dwór Gdański - Malbork - Kwidzyn - Grudziądz - Stolno |
| 56     | Koronowo - Trzeciewiec |
| 57     | Bartoszyce - Biskupiec - Szczytno - Przasnysz - Pułtusk |
| 58     | Olsztynek - Zgniłocha - Jedwabno - Szczytno - Babięta - Ruciane-Nida - Pisz - Biała Piska - Szczuczyn |
| 59     | Giżycko - Ryn - Mrągowo - Nawiady - Rozogi |
| 60     | Łęczyca - Kutno - Gostynin - Łąck - Płock - Bielsk - Drobin - Ciechanów - Różan - Ostrów Mazowiecka |
| 61     | Varsavia - Jabłonna - Legionowo - Serock - Różan - Ostrołęka - Łomża - Grajewo - Augustów |
| 62     | Strzelno - Kobylniki - Radziejów - Brześć Kujawski - Włocławek - Nowy Duninów - Płock - Wyszogród - Nowy Dwór Mazowiecki - Pomiechówek - Serock - Wierzbica - Wyszków - Łochów - Węgrów - Drohiczyn - Anusin |
| 63     | confine - Węgorzewo - Giżycko - Pisz - Kisielnica - Łomża - Zambrów - Ceranów - Sokołów Podlaski - Siedlce - Łuków - Radzyń Podlaski - Wisznice - Sławatycze - confine |
| 64     | Piątnica - Wizna - Stare Jeżewo |
| 65     | confine - Gołdap - Olecko - Ełk - Grajewo - Mońki - Białystok - Bobrowniki - confine |
| 66     | Zambrów - Wysokie Mazowieckie - Brańsk - Bielsk Podlaski - Kleszczele - Czeremcha - Połowce - confine |
| 67     | Lipno - Włocławek |
| 68     | confine - Kukuryki - Wólka Dobryńska - |
| 69     | Bielsko-Biała - Żywiec - Laliki - Zwardoń - confine |
| 70     | Łowicz - Skierniewice - Huta Zawadzka |
| 71     | Stryków - Zgierz - Konstantynów Łódzki - Pabianice - Rzgów |
| 72     | Konin - Turek - Uniejów - Łódź - Brzeziny - Rawa Mazowiecka |
| 73     | Wiśniówka - Kielce - Morawica - Busko-Zdrój - Szczucin - Dąbrowa Tarnowska - Tarnów - Pilzno - Jasło |
| 74     | Sulejów - Żarnów - Ruda Maleniecka - Kielce - Łagów - Opatów - Ożarów - Annopol - Kraśnik - Janów Lubelski - Frampol - Gorajec - Szczebrzeszyn - Zamość - Hrubieszów - Zosin - confine |
| 75     | Cracovia - Niepołomice - Brzesko - Nowy Sącz - Krzyżówka - Tylicz - Muszynka - confine |
| 76     | Wilga - Garwolin - Stoczek Łukowski - Łuków |
| 77     | Lipnik - Sandomierz - Stalowa Wola - Leżajsk - Tryńcza - Jarosław - Radymno - Przemyśl |
| 78     | confine - Chałupki - Wodzisław Śląski - Rybnik - Gliwice - Tarnowskie Góry - Świerklaniec - Siewierz - Zawiercie - Szczekociny - Nagłowice - Jędrzejów - Chmielnik |
| 79     | Varsavia - Kozienice - Zwoleń - Sandomierz - Połaniec - Nowe Brzesko - Cracovia - Trzebinia - Chrzanów - Jaworzno - Katowice - Chorzów - Bytom |
| 80     | Pawłówek - Bydgoszcz - Fordon - Toruń - Lubicz Dolny |
| 81     | Katowice - Mikołów - Żory - Skoczów |
| 82     | Lublino - Cyców - Włodawa - confine |
| 83     | Turek - Dobra - Sieradz |
| 84     | Sanok - Lesko - Ustrzyki Dolne - Krościenko - confine |
| 85     | Nowy Dwór Mazowiecki - Kazuń |
| 86     | Wojkowice Kościelne - Będzin - Sosnowiec - Katowice - Tychy |
| 87     | Nowy Sącz - Stary Sącz - Piwniczna-Zdrój - confine |
| 88     | Strzelce Opolskie - Nogowczyce - Gliwice - Bytom |
| 89     | Danzica |
| 90     | Mała Karczma - Opalenie - Kwidzyn |
| 91     | Danzica - Tczew - Świecie - Toruń - Głuchów - Piotrków Trybunalski - Kamieńsk - Radomsko - Kłomnice - Częstochowa |
| 92     | Świebodzin - Pniewy - Poznań - Września - Słupca - Golina - Konin - Kutno - Łowicz |
| 93     | Świnoujście |
| 94     | Bolesławiec - Krzywa - Chojnów - Legnica - Prochowice - Breslavia - Brzeg - Opole - Strzelce Opolskie - Toszek - Pyskowice - Bytom - Będzin - Sosnowiec - Dąbrowa Górnicza - Olkusz - Cracovia - Cracovia - Targowisko |
| 95     | Grudziądz |
| 96     | Łysomice |
| 97     | Rzeszów |
| 98     | Breslavia |